# Lista Austriaków w polskiej lidze żużlowej
Zawodnicy z Austrii w lidze żużlowej w Polsce
Uwaga! Niektórzy z zawodników mimo podpisanych umów nie wystąpili w żadnym oficjalnym meczu ligowym swoich drużyn.
(nazwiska w kolejności alfabetycznej)
| Nazwisko | Klub                  | Rok       |
| --- | --------------------- | --------- |
| Andreas Bössner                                                                                                | Kolejarz Opole        | 1993-1995 |
| Andreas Bössner                                                                                                | Kolejarz Rawicz       | 1996      |
| Andreas Bössner                                                                                                | LKŻ Lublin            | 1997      |
| |                       |           |
| Manuel Hauzinger, ur. 1982                                                                                     | Śląsk Świętochłowice  | 2002      |
| Manuel Hauzinger, ur. 1982                                                                                     | Kolejarz Rawicz       | 2006      |
| Manuel Hauzinger, ur. 1982                                                                                     | Speedway Miszkolc     | 2007      |
| Manuel Hauzinger, ur. 1982                                                                                     | Start Gniezno         | 2008-2009 |
| |                       |           |
| Otto Holoubek Pierwszy obcokrajowiec w historii polskiej ligi żużlowej, nigdy nie wystąpił w oficjalnym meczu. | Kolejarz Rawicz       | 1958      |
| |                       |           |
| Franz Leitner, ur. 1968                                                                                        | Kolejarz Opole        | 1992      |
| |                       |           |
| Walter Nebel, ur. 1963                                                                                         | Śląsk Świętochłowice  | 1992      |
| Walter Nebel, ur. 1963                                                                                         | Wanda Kraków          | 1993      |
| Walter Nebel, ur. 1963                                                                                         | Śląsk Świętochłowice  | 1994      |
| |                       |           |
| Heinrich Schätzer, ur. 1953                                                                                    | Włókniarz Częstochowa | 1993      |
| |                       |           |
| Thomas Stadler, ur. 1968                                                                                       | Wanda Kraków          | 2001      |
| |                       |           |
| Friedrich Wallner, ur. 1986                                                                                    | TŻ Łódź               | 2005      |
| Friedrich Wallner, ur. 1986                                                                                    | Kolejarz Opole        | 2006-2009 |